# 론 엘다드
론 엘다드(Ron Eldard, 1965년 2월 20일 ~ )는 미국의 배우이다.

## 출연작품

### 영화
- 신부는 왼손잡이 (1989, True Love)
- 황홀한 영혼 프레드 (1991)
- Arresting Behavior (1992)
- 여인의 향기 (1992)
- 마지막 만찬 (1995)
- Sex & the Other Man (1995)
- 돈 크라이 마미 (1996)
- 슬리퍼스 (1996)
- 햄버거 힐 2 (1998)
- 딥 임팩트 (1998, 한국어 성우: 안지환(MBC), 최원형(SBS))
- Delivered (1999)
- 런너 (1999, The Runner)
- 미스터리 알래스카 (1999)
- 세일즈맨의 죽음 (2000)
- Bash: Latter-Day Plays (2001)
- 블랙 호크 다운 (2001, 한국어 성우: 임채헌)
- 저스트 어 키스 (2002, Just a Kiss)
- 고스트 쉽 (2002, 한국어 성우: 안종덕)
- 모래와 안개의 집 (2003)
- Fathers and Sons (2004)
- 슈퍼 에이트 (2011)
- 잡스 (2013)

### 텔레비전
- Bakersfield, P.D. (1993-94)
- ER (1995-96)
- Men Behaving Badly (1996-97)
- 블라인드 저스티스 (2005, 한국어 성우: 이규화)
- 프리덤랜드 (2006)
- 로앤오더: 성범죄 전담반 (2009)
- 인 플레인 사이트 (2011)
- 저스티파이드 (2013)